# Isosaari (ö i Finland, Norra Österbotten, Koillismaa, lat 66,00, long 28,99)
Isosaari är en ö i Finland. Den ligger i sjön Yli-Meskusjärvi och i kommunen Kuusamo i den ekonomiska regionen  Koillismaa ekonomiska region  och landskapet Norra Österbotten, i den nordöstra delen av landet, 700 km norr om huvudstaden Helsingfors. Öns area är 0,8 hektar och dess största längd är 160 meter i öst-västlig riktning.